# 久氏黑姑魚
久氏黑姑魚為輻鰭魚綱鱸形目鱸亞目石首魚科的其中一種，分布於西南太平洋婆羅洲西北部海域，棲息深度可達100公尺，體長可達25公分，棲息在大陸棚。